# Fósil de huevo de cefalópodo

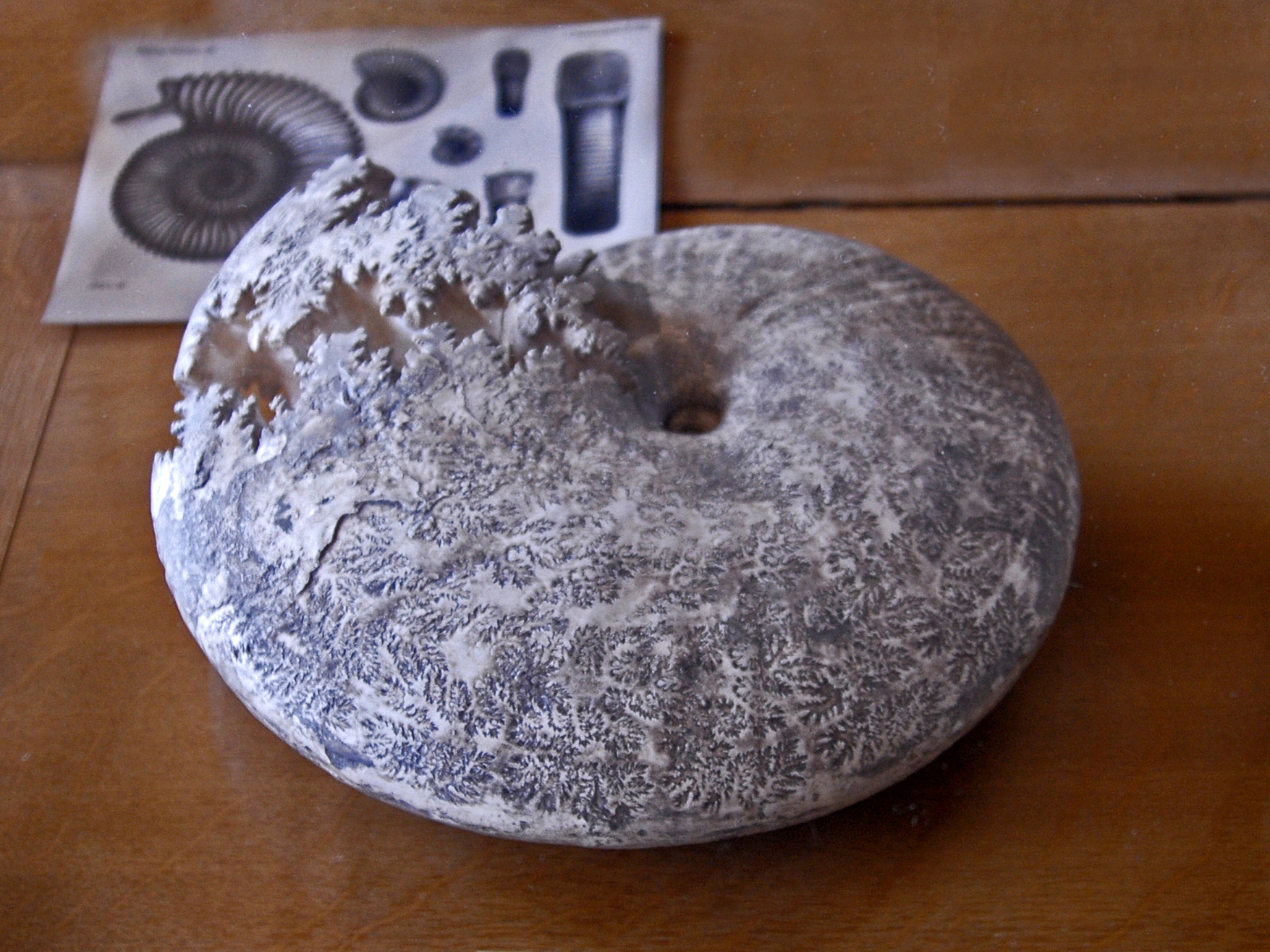
Se han informado posibles huevos de Aulacostephanus en la arcilla de Kimmeridge de Inglaterra

Los fósiles de huevos de cefalópodos son los restos fosilizados de huevos puestos por los cefalópodos. El registro fósil de huevos de cefalópodos es escaso ya que sus huevos blandos y gelatinosos se descomponen rápidamente y tienen pocas posibilidades de fosilizarse. Los huevos que ponen los amonoides son los más conocidos y solo se han descubierto unos pocos ejemplos putativos de estos. Los mejor conservados de estos se descubrieron en la arcilla de Kimmeridge jurásica de Inglaterra . Actualmente no hay belemnoides oolitos fósiles. Se han descubierto fósiles de huevos, aunque esto puede deberse a que los científicos no los han buscado adecuadamente en lugar de a una ausencia real en el registro fósil.

## Tafonomía
Los huevos de amonita en fondos marinos bien aireados probablemente habrían sido degradados rápidamente por carroñeros y bacterias aeróbicas. La evidencia fósil apoya esta idea general ya que se conocen enjambres de fósiles juveniles de ammonitellae, aunque no hay fósiles de huevos asociados. Uno de los huevos conservados en el grupo de huevos de amonita de arcilla de Kimmeridge K1486 contiene fosfato cristalino. en su superficie. Dado que el fosfato es móvil solo en forma orgánica, esto sugiere que los huevos ya estaban en descomposición antes de la fosilización. El hecho de que los huevos de amonita sobrevivieran a la descomposición para fosilizarse sugiere dos posibilidades. La primera es que los huevos se transportaron desde el lugar bien aireado en el que originalmente se pusieron a aguas con poco oxígeno cerca del fondo del mar. La segunda posibilidad es que los huevos se pusieron en aguas cuya abundancia de oxígeno varió, posiblemente según la temporada.

## Taxones de cefalópodos

### Amonoides
Se han observado múltiples casos de huevos de amonites fósiles en el registro fósil. Sin embargo, antes de 2009, solo se habían informado dos ejemplos creíbles de huevos de amonita en la literatura científica. El primero fue un embrague aparente de los huevos conservados en el sedimento que llena en la cámara de vivir de un harpoceratido, espalda que data del Toarciano edad del período Jurásico. Este espécimen fue descubierto en una concreción incorporada a la deriva glacial que provenía de la región del Báltico. La amonita en sí era un individuo completamente desarrollado con una concha de macroconcha. El segundo ejemplo posible fue otra macroconcha adulta de Ceratites de Muschelkalk de Alemania, que data del Alto Anisiense del período Triásico. Se ha informado de un caso adicional menos plausible en Kamchatka, donde una nidada de huevos se asoció supuestamente con una Desmophyllites que data del Triásico temprano. Sin embargo, un resumen posterior de embriones de ammonites de la misma edad y ubicación no menciona ningún huevo conocido y Desmophyllites es un género del Cretácico Tardío, por lo que este informe no es confiable.
Los primeros dos posibles especímenes de huevos de amonita se encontraron en sedimentos que llenaban el interior de las cámaras corporales de las cáscaras de amonita. El espécimen de Lehmann de Lias , reportado en 1966, era una bolsa de aproximadamente 50 cápsulas de huevos vacías que se encuentran en la parte más interna de la cámara corporal de una macroconcha madura. La muestra no estaba llena de sedimento, sino de calcita cristalina. El saco de huevos se había carbonizado por completo, destruyendo sus finos detalles. Aparte de los huevos, la muestra no conserva ninguna de las partes blandas de la amonita. Los huevos conservados dentro de esta cáscara probablemente no pertenecían al ocupante de la cáscara, ya que probablemente los huevos se habrían extraído con el resto del cuerpo. El caparazón del espécimen de Lehmann pertenecía al género Eleganticeras. Los investigadores describieron el otro espécimen, reportado por Muller en 1969 del Trias, como un "fantasma carbonizado" que conservaba muy pocos detalles, ni siquiera mostraba signos de cápsulas de huevo individuales. Su contorno tenía una forma similar a la de una cabeza de hacha, como la de Lehmann. El espécimen estaba dentro del relleno sedimentario de una macroconcha madura. No había señales de otras partes blandas. El saco de huevos se coloca cerca de la abertura y se orienta de una manera que podría sugerir que estaba adherido a la cáscara. Estos especímenes se han utilizado para respaldar la afirmación de que las conchas de ammonites de macroconchas eran de hembras. Aparte de estos especímenes, esto sería solo una suposición general.
En 2009, Steve Etches, Jane Clarke y John Callomon informaron del descubrimiento de ocho grupos de huevos de amonita en la arcilla de Kimmeridge inferior y superior de la costa de Dorset en Inglaterra. Los sitios fósiles se encontraban dentro del Patrimonio de la Humanidad de la Costa Jurásica. Los huevos son de forma subesférica a esférica. Algunos están aislados, pero algunos también se encontraron en asociación con las conchas de amonitas perisfinctidas. Fueron interpretados por los investigadores como sacos de huevos de amonita y son los especímenes mejor conservados de estos conocidos por la ciencia. Se cree que los padres de los sacos de huevos son dos géneros de amonites locales que coexisten con los huevos, Aulacostephanus y Pectinatites.
Los huevos de cefalópodos de Kimmeridge Clay se consideran huevos de amonita según pruebas circunstanciales "sólidas". Estas zonas de desove eran a veces pequeñas áreas geográficas que se usaban continuamente durante largos períodos de tiempo. Los taxones de ammonites que permanecieron en un lugar durante un largo período de tiempo se denominan " eudemicos " a ese lugar. Esto deja la identidad más probable de las ponedoras de huevos como Aulacostephanus y Pectinatites, ya que eran las amonitas eudemias de la región en el momento en que se formaron los huevos fósiles. Los investigadores describieron los huevos de amonita de Kimmeridge Clay como los que ofrecen "los mejores conocimientos hasta ahora" sobre la fase embrionaria del ciclo de vida de la amonita. Dado que la arcilla de Kimmeridge se ha estudiado tan a fondo, el entorno y el contexto de depósito se comprenden mejor para estos huevos de amonita que los que se informaron en los dos ejemplos anteriores. Los huevos proporcionan evidencia de que las amonitas tenían ciclos de vida similares a los cefalópodos neríticos modernos.

### Belemnoides
A diferencia de las amonitas, actualmente no se conocen huevos de belemnitas a partir del registro fósil, aunque Steve Etches, Jane Clarke y John Callomon han observado que esto puede deberse a la falta de personas que los busquen.